# Pholetesor
Pholetesor (лат.) — род мелких наездников подсемейства Microgastrinae из семейства Braconidae (Ichneumonoidea).

## Распространение
Евразия и Северная Америка.

## Описание
Мелкие паразитические наездники. От близких родов отличается коротким гипопигием, щетинками по всей длине на яйцекладе; I тергит брюшка параллельносторонний, морщинистый; II-й тергит шире своей длины; III-й тергит гладкий. Жгутик усика 16-члениковый. Нижнечелюстные щупики 5-члениковые, нижнегубные щупики состоят из 3 сегментов. Дыхальца первого брюшного тергиты находятся на латеротергитах. Паразитируют на гусеницах бабочек.

## Классификация
Род был впервые выделен американским энтомологом Уильямом Ричардом Мейсоном в 1981 году на основании типового вида Apanteles ornigis Weed, 1887 (Exoryza ornigis (Weed, 1887)). Pholetesor принадлежит к подсемейству Microgastrinae.
- Pholetesor ambiguus
- Pholetesor arisba (Nixon, 1973)
- Pholetesor bedelliae
- Pholetesor bucculatricis
- Pholetesor caloptiliae
- Pholetesor chiricahuensis
- Pholetesor circumlatus
- Pholetesor circumscriptus (Nees, 1834)
- Pholetesor dixianus
- Pholetesor dmitriyi
- Pholetesor elpis
- Pholetesor exiguus
- Pholetesor glacialis
- Pholetesor hanniae
- Pholetesor ingenuus
- Pholetesor intercedens
- Pholetesor laetus (Marshall, 1885)
- Pholetesor longicoxis
- Pholetesor maritimus (Wilkinson, 1941)
- Pholetesor masneri
- Pholetesor masoni
- Pholetesor nanus
- Pholetesor ornigis
- Pholetesor phaetusa
- Pholetesor pinifoliellae
- Pholetesor powelli
- Pholetesor rhygoplitoides
- Pholetesor rohweri
- Pholetesor salalicus Mason, 1959
- Pholetesor salicifoliellae
- Pholetesor taiwanensis Liu & Chen, 2016
- Pholetesor terneicus
- Pholetesor thuiellae
- Pholetesor variabilis
- Pholetesor viminetorum (Wesmael, 1837)
- Pholetesor zelleriae
- Pholetesor zherikhini
- Дополнения 2016 года: P. acricauda Liu & Chen, sp. n., P. argyresthiae Liu & Chen, sp. n., P. artusisulcus Liu & Chen, sp. n., P. confusus Liu & Chen, sp. n., P. flavigleba Liu & Chen, sp. n., P. flaviparvus Liu & Chen, sp. n., P. lithocolletis Liu & Chen, sp. n., P. lyonetiae Liu & Chen, sp. n., P. spinadensus Liu & Chen, sp. n., P. taiwanensis Liu & Chen, sp. n., and P. teresitergum Liu & Chen, sp. n.[4][5]